# Forstbotanischer Garten Eberswalde

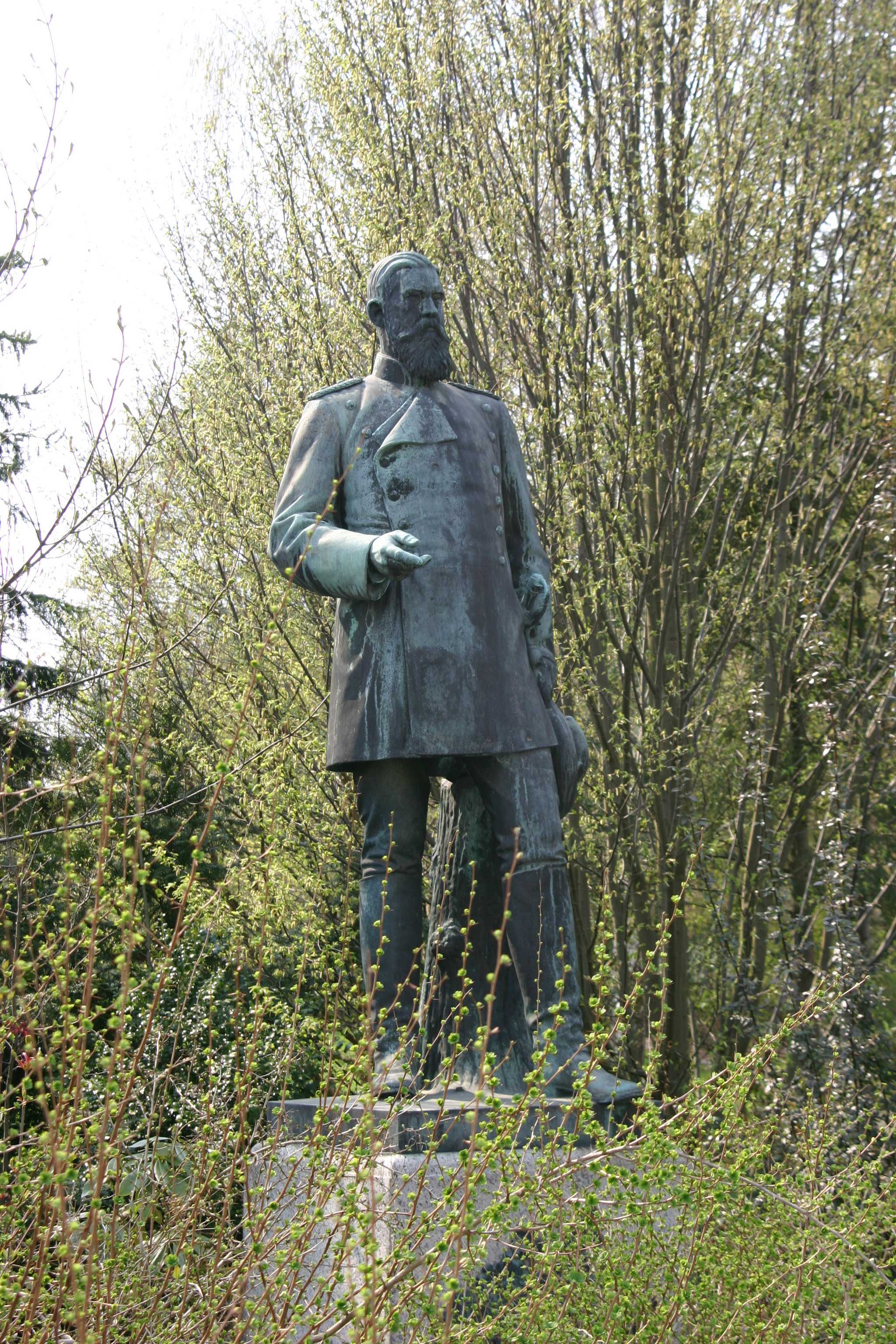
Forstbotanischer Garten Eberswalde, estatua de Danckelmann Bernhard.

El Forstbotanischer Garten Eberswalde (Jardín Botánico de Investigación Eberswalde) es un arboreto y jardín botánico de 8 hectáreas de extensión en Eberswalde, Alemania. 

## Localización
Se encuentra ubicado en Am Zainhammer 5, Eberswalde, Brandeburgo, Deutschland-Alemania.52°49′30.53″N 13°47′45.89″E / 52.8251472, 13.7960806
Se encuentra abierto a diario en los meses cálidos del año y la entrada es gratuita. 

## Historia
El jardín fue establecido en 1830 como parte de la "Universidad Real Superior de Silvicultura de Prusia" por Friedrich Wilhelm Leopold Pfeil (1783-1859) con Wilhelm von Humboldt (1767-1835). 
En 1835 su catálogo de plantas incluyó más de 600 tipos de árboles. Entre 1868 y 1874, bajo dirección de Danckelmann Bernhard (1831-1901), el jardín fue trasladado a su localización actual. Fue dañado seriamente durante la Segunda Guerra Mundial pero restaurado en los años siguientes.

## Colecciones
Actualmente el jardín contiene unos 1200 árboles y arbustos tanto nativos como exóticos, con secciones de plantas en las que se incluyen:
- Lechos de flores perennes;
- Laboratorio de la raíz;
- Alpinum;
- Colecciones de plantas de África y el este de Asia;
- Jardín de pruebas;
- Jardín sistemático;
- Jardín de hierbas;
- Salicetum que contiene 230 tipos de árboles de sauces.

Una característica especial del jardín es su senda geológica de s que destaca las rocas sedimentarias cristalinas representativas depositadas por los glaciares en esta localización durante la edad de hielo.